# Misaki Kuno
Misaki Kuno (japanisch 久野美咲 Kuno Misaki; * 19. Januar 1993 in der Präfektur Tokio) ist eine japanische Schauspielerin und Synchronsprecherin (Seiyū).

## Karriere
Kuno begann im Alter von sechs Jahren, sich als Synchronsprecherin zu betätigen. Vorwiegend lieh sie verschiedenen Animes ihre Stimme.
Außerdem leiht sie verschiedenen Videospielen ihre Stimme.

## Filmografie

### Anime
- 2010 & 2013: Ore no Imōto ga Konna ni Kawaii Wake ga Nai
- 2012: Black Rock Shooter
- 2013: Galilei Donna
- 2013: Rō-Kyū-Bu!
- 2013: Log Horizon
- 2014: Noragami
- 2014: Strike the Blood
- 2014: Sekai Seifuku – World Conquest Zvezda Plot
- 2014: Mahōka Kōkō no Rettōsei
- 2014: Seven Deadly Sins
- 2015: Durarara!!
- 2015: Lupin Sansei
- 2016: 3-gatsu no Lion
- 2016: Big Order
- 2016: Dimension W
- 2018: Maquia – Eine unsterbliche Liebesgeschichte
- 2020: Re:Zero – Starting Life in Another World
- 2020: The Misfit of Demon King Academy

### Computerspiele
- 2014: Granblue Fantasy
- 2015: Kantai Collection
- 2015: Dai Gyakuten Saiban
- 2017: Xenoblade Chronicles 2
- 2019: Fate/Grand Order
- 2020: Fire Emblem Heroes
- 2020: Genshin Impact